# Wingspan (jogo eletrônico)
Wingspan é um jogo eletrônico de estratégia lançado em 2020, baseado no jogo de tabuleiro Wingspan. 
Ele foi recebido positivamente pela crítica e teve um bom desempenho comercial. 

## Lançamento
Uma versão digital inicial do jogo de tabuleiro foi lançada em janeiro de 2019, no simulador de jogos de tabuleiro Tabletopia. O jogo foi posteriormente lançado para PC e Switch em setembro de 2020 e dezembro de 2020. Em 2021, versões para Android e iOS também foram lançadas.

## Recebimento
O jogo recebeu críticas favoráveis de acordo com o site agregador de críticas Metacritic. O site PC Gamer avaliou o jogo em 9/10, elogiando as mecânicas e a ilustração de forma positiva em comparação com o jogo de tabuleiro original. O site Gamezebo, entretanto, preferiu a versão em tabuleiro. A adaptação foi comercialmente bem sucedida, com 125.000 cópias ao todo sendo vendidas na Steam, no Nintendo Switch, Xbox e também no iOS.